# Morti il 22 marzo
| Questa pagina contiene informazioni ricavate automaticamente dalle voci biografiche con l'ausilio del template Bio e di un bot. L'aggiornamento è periodico e automatico e ricostruisce completamente la pagina. Se manca una persona in questa lista, sei pregato di non aggiungerla, ma accertati piuttosto che la sua voce biografica contenga il template Bio e che i dati anagrafici siano correttamente compilati. Se il template Bio manca, inseriscilo tu stesso o, in alternativa, metti l'avviso {{tmp\|Bio}} che ne segnala la mancanza. Se i dati riportati sono sbagliati, correggi direttamente la voce biografica; le modifiche saranno visibili in questa lista entro pochi giorni. Per chiarimenti vedi il progetto biografie. La lista contiene solo le 496 persone che sono citate nell'enciclopedia e per le quali è stato implementato correttamente il template Bio. Pagina aggiornata al 13 ago 2025. |

## IV secolo(1)
- 384 - Lea di Roma, santa romana

## VI secolo(1)
- 570 - Soga no Iname, politico giapponese

## XI secolo(2)
- 1018 - Ali ibn Hammūd, sovrano (n. 963)
- 1090 - García I di Galizia, re

## XII secolo(2)
- 1127 - Enrico degli Obodriti, condottiero obodrita (n. 1049)
- 1144 - Guglielmo di Norwich, santo inglese (n. 1132)

## XIII secolo(2)
- 1201 - Iaroslao di Opole, nobile e vescovo cattolico polacco
- 1282 - Benvenuto Scotivoli, vescovo cattolico e santo italiano

## XIV secolo(3)
- 1322 - Manfredi Beccaria, politico italiano
- 1322 - Tommaso Plantageneto, II conte di Lancaster, nobile britannico
- 1369 - Piero di Ghino Guicciardini, banchiere e politico italiano

## XV secolo(9)
- 1418 - Nicolas Flamel, scrittore e alchimista francese (n. 1330)
- 1418 - Teodorico di Nieheim, storico tedesco (n. 1345)
- 1421 - Tommaso Plantageneto, I duca di Clarence, nobile inglese (n. 1388)
- 1454 - John Kemp, cardinale e arcivescovo cattolico inglese
- 1458 - Antonio di Vaudémont, nobile francese
- 1465 - Ludovico Scarampi Mezzarota, cardinale, condottiero e medico italiano (n. 1401)
- 1466 - Uesugi Norizane, militare giapponese (n. 1410)
- 1471 - Giorgio di Boemia, re (n. 1420)
- 1498 - Paolo Fregoso, cardinale e arcivescovo cattolico italiano (n. 1430)

## XVI secolo(7)
- 1510 - Fazio Giovanni Santori, cardinale e vescovo cattolico italiano (n. 1447)
- 1544 - Giovanni Magno, arcivescovo cattolico, teologo e storico svedese (n. 1488)
- 1572 - Enrico XIV di Reuss-Greiz, nobile tedesco (n. 1506)
- 1589 - Lodovico Guicciardini, scrittore e mercante italiano (n. 1521)
- 1591 - John Erskine of Dun, religioso scozzese (n. 1509)
- 1592 - Giovanni VII di Meclemburgo-Schwerin, duca tedesco (n. 1558)
- 1600 - Hōjō Ujinori, militare giapponese (n. 1545)

## XVII secolo(14)
- 1606 - Nicola Owen, gesuita inglese
- 1614 - Filippo Salviati, scienziato italiano (n. 1583)
- 1624 - Cesare II Fregoso, condottiero italiano
- 1632 - Federico I de' Rossi, generale italiano (n. 1580)
- 1638 - Giovanni di Hohenzollern-Sigmaringen, conte (n. 1578)
- 1653 - François de Harlay de Champvallon, arcivescovo cattolico, teologo e scrittore francese (n. 1586)
- 1657 - Edvige di Holstein-Gottorp, nobile tedesca (n. 1603)
- 1661 - Gian Bernardo Frugoni, doge (n. 1591)
- 1670 - Pietro Fullone, poeta e letterato italiano
- 1676 - Anne Clifford, nobile e mecenate inglese (n. 1590)
- 1683 - Giovanni Gherardi, attore teatrale e musicista italiano
- 1685 - Go-Sai, imperatore giapponese (n. 1638)
- 1686 - Giovanni Federico di Brandeburgo-Ansbach, nobile tedesco (n. 1654)
- 1687 - Jean-Baptiste Lully, compositore, ballerino e musicista italiano (n. 1632)

## XVIII secolo(21)
- 1705 - Christian Heinrich Postel, poeta e librettista tedesco (n. 1658)
- 1710 - Sperello Sperelli, cardinale e vescovo cattolico italiano (n. 1639)
- 1715 - Vittorio Amedeo di Savoia, principe italiano (n. 1699)
- 1727 - Francesco Gasparini, compositore italiano (n. 1661)
- 1727 - Mulay Isma'il, sultano marocchino (n. 1645)
- 1730 - Benedetto Pamphilj, cardinale e librettista italiano (n. 1653)
- 1737 - Pietro Avogadro, pittore italiano (n. 1667)
- 1758 - Jonathan Edwards, filosofo e teologo statunitense (n. 1703)
- 1758 - Richard Leveridge, basso e compositore inglese (n. 1670)
- 1761 - Luigi di Borbone-Francia, principe francese (n. 1751)
- 1767 - Francis Russell, marchese di Tavistock, politico britannico (n. 1739)
- 1767 - Johann Peter Süssmilch, matematico e statistico tedesco (n. 1707)
- 1771 - Gottlieb Wilhelm Rabener, scrittore e poeta tedesco (n. 1714)
- 1771 - Raimondo di Sangro, esoterista, inventore e anatomista italiano (n. 1710)
- 1772 - John Canton, fisico britannico (n. 1718)
- 1772 - Michelangelo Schiavoni, pittore, incisore e restauratore italiano (n. 1714)
- 1775 - Pietro Augusto di Schleswig-Holstein-Sonderburg-Beck, nobile tedesco (n. 1697)
- 1777 - Federica Carlotta d'Assia-Darmstadt, principessa (n. 1698)
- 1787 - Charles de Fitz-James, militare francese (n. 1712)
- 1791 - Carlo Besozzi, oboista e compositore italiano (n. 1738)
- 1796 - Gaspare Gabellone, compositore italiano (n. 1727)

## XIX secolo(60)
- 1803 - Immanuel Johann Gerhard Scheller, lessicografo, latinista e filologo classico tedesco (n. 1735)
- 1806 - Pietro Antonio Zaguri, politico italiano (n. 1733)
- 1807 - Giovanni Battista Guadagnini, teologo italiano (n. 1723)
- 1808 - Ulrik Christian Kaas, ammiraglio danese (n. 1729)
- 1816 - Ernst Friedrich von Ockel, teologo lettone (n. 1742)
- 1820 - Stephen Decatur, ammiraglio statunitense (n. 1779)
- 1828 - Louis Choris, esploratore e pittore ucraino (n. 1787)
- 1831 - Maurice-François de Mac Mahon, generale francese (n. 1754)
- 1831 - John Warwick Smith, pittore e illustratore inglese (n. 1749)
- 1832 - Johann Wolfgang von Goethe, scrittore, poeta e drammaturgo tedesco (n. 1749)
- 1835 - Giuseppe Urbano Pagani Cesa, letterato italiano (n. 1757)
- 1835 - Alexander Pope, attore teatrale e pittore irlandese (n. 1763)
- 1836 - Giuseppe Maria Francesco Vigo, mercante italiano (n. 1747)
- 1837 - Karl Gustav Himly, chirurgo e oculista tedesco (n. 1772)
- 1839 - Filippo Maria Albertino Bellenghi, arcivescovo cattolico e naturalista italiano (n. 1757)
- 1840 - Étienne Bobillier, matematico francese (n. 1798)
- 1841 - Tokugawa Ienari, militare giapponese (n. 1773)
- 1842 - Giuseppe Morozzo Della Rocca, cardinale e arcivescovo cattolico italiano (n. 1758)
- 1845 - Cassandra Austen, pittrice inglese (n. 1773)
- 1846 - John Liston, attore teatrale inglese
- 1850 - Karl Sigismund Kunth, botanico tedesco (n. 1788)
- 1851 - Göran Wahlenberg, botanico e micologo svedese (n. 1780)
- 1852 - Frederick West, politico inglese (n. 1767)
- 1852 - Jeremiah Morrow, politico statunitense (n. 1771)
- 1853 - Jean Toussaint Arrighi de Casanova, militare e politico francese (n. 1778)
- 1854 - Francis Price Blackwood, ufficiale e esploratore britannico (n. 1809)
- 1856 - Giulietta Guicciardi, nobildonna austriaca (n. 1784)
- 1856 - John Reeves, naturalista inglese (n. 1774)
- 1858 - Karl von Gorzowsky, militare e politico polacco (n. 1778)
- 1862 - Joseph Richardson, flautista inglese (n. 1814)
- 1862 - Ludwig von Wallmoden-Gimborn, generale austriaco (n. 1769)
- 1864 - George Hamilton Gordon, V conte di Aberdeen, nobile e politico scozzese (n. 1816)
- 1865 - George Bridgeman, II conte di Bradford, nobile inglese (n. 1789)
- 1869 - Antoine Henri Jomini, banchiere, militare e storico svizzero (n. 1779)
- 1870 - Giacinto Corio, agronomo italiano (n. 1796)
- 1871 - Abigail Kimber, attivista statunitense (n. 1804)
- 1873 - Alessandro Corticelli, medico e fisiologo italiano (n. 1802)
- 1873 - Pietro Minneci, patriota e scrittore italiano (n. 1826)
- 1875 - H. L. Bateman, attore teatrale e direttore teatrale statunitense (n. 1812)
- 1875 - Alexander Thomson, architetto scozzese (n. 1817)
- 1876 - John William Fisher, chirurgo britannico (n. 1788)
- 1877 - Cesidio Bonanni d'Ocre, giudice e politico italiano (n. 1793)
- 1878 - Olympe Pélissier, modella francese (n. 1799)
- 1878 - George Clarkson Stanfield, pittore britannico (n. 1828)
- 1881 - Carl von Prittwitz, generale russo (n. 1797)
- 1882 - Sergej Grigor'evič Stroganov, generale russo (n. 1794)
- 1884 - Giacomo Astengo, politico italiano (n. 1814)
- 1884 - Ludwig Stark, pianista, compositore e insegnante tedesco (n. 1831)
- 1885 - Baldassarre Mongenet, politico italiano (n. 1811)
- 1885 - Gustave Roux, illustratore e pittore svizzero (n. 1828)
- 1887 - Gioacchino Bellezza, militare italiano (n. 1801)
- 1889 - Pëtr Andreevič Šuvalov, politico e generale russo (n. 1827)
- 1890 - William Montagu, VII duca di Manchester, politico inglese (n. 1823)
- 1891 - Giacomo Stroffolini, letterato italiano (n. 1830)
- 1895 - Pietro Bilancini, poeta e critico letterario italiano (n. 1864)
- 1896 - Isabel Burton, scrittrice e esploratrice britannica (n. 1831)
- 1896 - Thomas Hughes, scrittore, politico e avvocato britannico (n. 1822)
- 1898 - Pieter De Rudder, belga (n. 1822)
- 1899 - Giuseppe Cencelli, avvocato e politico italiano (n. 1819)
- 1900 - Carl Gustav Schmitt, compositore, violinista e direttore d'orchestra tedesco (n. 1837)

## XX secolo(228)
- 1902 - Vincenzo Cabianca, pittore italiano (n. 1827)
- 1902 - Clemente Marchionna, militare e politico italiano (n. 1824)
- 1903 - Frederic Farrar, presbitero, docente e scrittore indiano (n. 1831)
- 1904 - Karl Moritz Schumann, botanico tedesco (n. 1851)
- 1906 - Jessie MacLaren MacGregor, medico scozzese (n. 1863)
- 1907 - Napoleone Pini, zoologo e paleontologo italiano (n. 1835)
- 1908 - Raffaele Capone, vescovo cattolico italiano (n. 1829)
- 1910 - Leon Barszczewski, geografo, etnografo e militare polacco (n. 1849)
- 1911 - Charlotte Bournonville, mezzosoprano danese (n. 1832)
- 1913 - Frank S. Black, politico statunitense (n. 1853)
- 1913 - Gheorghe Grigore Cantacuzino, politico rumeno (n. 1833)
- 1913 - Frederick Carrington, generale inglese (n. 1844)
- 1913 - Ruggero Oddi, anatomista e fisiologo italiano (n. 1864)
- 1913 - Pierre-Louis Pierson, fotografo francese (n. 1822)
- 1913 - Pietro Respighi, cardinale e arcivescovo cattolico italiano (n. 1843)
- 1913 - Song Jiaoren, rivoluzionario cinese (n. 1882)
- 1914 - François Cosserat, ingegnere e matematico francese (n. 1852)
- 1914 - Luigi Faravelli, ammiraglio italiano (n. 1852)
- 1914 - Otto Harnack, storico della letteratura tedesco (n. 1857)
- 1916 - Christian Griepenkerl, pittore tedesco (n. 1839)
- 1916 - Harry Handworth, regista e attore statunitense (n. 1878)
- 1916 - Giacomo Merizzi, arcivescovo cattolico italiano (n. 1834)
- 1917 - Ernst Bosch, pittore tedesco (n. 1834)
- 1917 - Petter Adolf Karsten, micologo finlandese (n. 1834)
- 1920 - Nicolò Avarna, nobile, imprenditore e politico italiano (n. 1839)
- 1923 - Jeanne Granès, litografa, pittrice e disegnatrice francese (n. 1870)
- 1924 - Louis Delluc, regista cinematografico, sceneggiatore e critico cinematografico francese (n. 1890)
- 1924 - Anselmo Lorecchio, avvocato, giornalista e politico italiano (n. 1843)
- 1924 - Robert Georges Nivelle, generale francese (n. 1856)
- 1925 - Emmanuel Barbier, presbitero, saggista e giornalista francese (n. 1851)
- 1925 - Marie Brema, mezzosoprano britannica (n. 1856)
- 1927 - Victor Cambon, ingegnere e giornalista francese (n. 1852)
- 1927 - Charles Foix, medico e neurologo francese (n. 1882)
- 1927 - John Francis Regis Canevin, arcivescovo cattolico statunitense (n. 1853)
- 1927 - Charles Sprague Sargent, botanico statunitense (n. 1841)
- 1927 - Amilcare Tonietti, arcivescovo cattolico italiano (n. 1847)
- 1929 - Inoue Yoshika, ammiraglio giapponese (n. 1845)
- 1930 - Gastone Brilli-Peri, ciclista su strada, pilota motociclistico e pilota automobilistico italiano (n. 1893)
- 1930 - Mario Malagoli, calciatore italiano (n. 1893)
- 1931 - Vincenzo Trani, poliziotto italiano (n. 1863)
- 1932 - Edgard Hérouard, zoologo francese (n. 1858)
- 1932 - Donduk Kuular, politico russo (n. 1888)
- 1934 - Theofilos Chatzimichaìl, pittore greco
- 1934 - Yrjö Linko, ginnasta finlandese (n. 1885)
- 1936 - Camillo Autore, architetto e ingegnere italiano (n. 1882)
- 1936 - John McKenna, imprenditore, allenatore di calcio e rugbista a 15 irlandese (n. 1855)
- 1936 - Giacomo Parvopassu, avvocato e dirigente sportivo italiano (n. 1878)
- 1936 - Guglielmina Ronconi, insegnante italiana (n. 1864)
- 1937 - Mary du Caurroy Tribe, aviatrice e ornitologa inglese (n. 1865)
- 1937 - Vladimir Maksimov, attore russo (n. 1880)
- 1939 - Alice Zimmern, scrittrice, traduttrice e educatrice britannica (n. 1855)
- 1940 - David Samuel Margoliouth, orientalista britannico (n. 1858)
- 1941 - Lamberto Cesarini Sforza, letterato italiano (n. 1864)
- 1941 - Mario Codermatz, militare italiano (n. 1914)
- 1941 - John Neely, tennista statunitense (n. 1872)
- 1941 - Angiolo Poli, poeta italiano (n. 1903)
- 1941 - Edoardo Vicario, magistrato e politico italiano (n. 1876)
- 1942 - Birger Cederin, schermidore svedese (n. 1895)
- 1942 - Frederick Cuming, crickettista britannico (n. 1875)
- 1942 - Ernst Fabricius, storico e archeologo tedesco (n. 1857)
- 1942 - Fausto Ghigliotti, calciatore italiano (n. 1876)
- 1942 - Michail Ruščinskij, calciatore sovietico (n. 1895)
- 1942 - Aleksandr Aleksandrovič Volkov, regista cinematografico russo (n. 1865)
- 1943 - Giovanni Denaro, militare italiano (n. 1906)
- 1943 - Hans Woellke, pesista tedesco (n. 1911)
- 1944 - Pierre Brossolette, politico, giornalista e partigiano francese (n. 1903)
- 1944 - Emanuele Brugnoli, pittore italiano (n. 1859)
- 1944 - Aldo Buscalferri, antifascista italiano (n. 1900)
- 1944 - Egmont Prinz zu Lippe-Weissenfeld, aviatore tedesco (n. 1918)
- 1944 - René Pijpers, calciatore olandese (n. 1917)
- 1944 - Alfrēds Plade, calciatore lettone (n. 1905)
- 1944 - Albano Sorbelli, storico, bibliografo e bibliotecario italiano (n. 1875)
- 1945 - Enrico Caviglia, generale e politico italiano (n. 1862)
- 1945 - Emilio Giubellini, partigiano italiano (n. 1922)
- 1945 - Heinrich Maier, presbitero e partigiano austriaco (n. 1908)
- 1945 - Ferenc Málnássy, militare e aviatore ungherese (n. 1923)
- 1945 - Takeichi Nishi, cavaliere e militare giapponese (n. 1902)
- 1945 - Aldo Zamorani, partigiano italiano (n. 1925)
- 1946 - Werner von Blomberg, generale e politico tedesco (n. 1878)
- 1946 - Clemens August von Galen, cardinale e vescovo cattolico tedesco (n. 1878)
- 1946 - Mabel Wagnalls, pianista e scrittrice statunitense (n. 1869)
- 1947 - Arturo Martini, scultore, pittore e incisore italiano (n. 1889)
- 1947 - Enea Noseda, politico italiano (n. 1868)
- 1948 - Cesare Breveglieri, pittore italiano (n. 1902)
- 1948 - Ernest Rude, fotografo norvegese (n. 1871)
- 1948 - Fritz Saxl, storico dell'arte austriaco (n. 1890)
- 1948 - Raffaele Scalia, pittore, decoratore e illustratore italiano (n. 1876)
- 1948 - Lincoln Stedman, attore statunitense (n. 1907)
- 1950 - Erwin Baum, politico tedesco (n. 1868)
- 1950 - Arthur Hopkins, regista, produttore teatrale e sceneggiatore statunitense (n. 1878)
- 1950 - Emmanuel Mounier, filosofo francese (n. 1905)
- 1950 - Raffaele Viviani, attore, commediografo e compositore italiano (n. 1888)
- 1951 - László Almásy, esploratore, aviatore e militare ungherese (n. 1895)
- 1951 - Werner Emmanuel Bachmann, chimico statunitense (n. 1901)
- 1951 - Willem Mengelberg, direttore d'orchestra e compositore olandese (n. 1871)
- 1952 - Don Stephen Senanayake, politico singalese (n. 1883)
- 1952 - Josef Winternitz, politico e economista tedesco (n. 1896)
- 1953 - Jesús Agustín Castro, generale e politico messicano (n. 1887)
- 1953 - Albert Deffeyes, partigiano e politico italiano (n. 1913)
- 1953 - Alfred Fröhlich, neurologo e farmacologo austriaco (n. 1871)
- 1953 - Gustav Herglotz, matematico tedesco (n. 1881)
- 1954 - Lodovico Piccioli, agronomo italiano (n. 1867)
- 1955 - Ernesto II di Sassonia-Altenburg, duca (n. 1871)
- 1955 - Maurice Schutz, attore francese (n. 1866)
- 1955 - Franz Schütz, calciatore tedesco (n. 1900)
- 1956 - Eduardo Lonardi, generale e politico argentino (n. 1896)
- 1956 - Vincenzo Pilotti, architetto e ingegnere italiano (n. 1872)
- 1956 - Guy Rozemont, politico e sindacalista mauriziano (n. 1915)
- 1958 - Carlo Azimonti, giornalista e sindacalista italiano (n. 1888)
- 1958 - Jean Debucourt, attore e regista teatrale francese (n. 1894)
- 1958 - Antonio Iannotta, militare e partigiano italiano (n. 1907)
- 1958 - Lidija Jakovlevna Lipkovskaja, soprano russo (n. 1882)
- 1958 - George S. Long, politico statunitense (n. 1883)
- 1958 - Claire McCardell, stilista statunitense (n. 1905)
- 1958 - Mike Todd, produttore cinematografico e produttore teatrale statunitense (n. 1909)
- 1959 - Ol'ga Leonardovna Knipper, attrice teatrale russa (n. 1868)
- 1959 - Robert Neumaier, calciatore tedesco (n. 1885)
- 1959 - Arcangelo Tiziani, operaio italiano (n. 1907)
- 1960 - José Antonio Aguirre, politico spagnolo (n. 1904)
- 1960 - Agnes Arber, botanica britannica (n. 1879)
- 1960 - Lynn Baggett, attrice statunitense (n. 1923)
- 1960 - Maurice Hochepied, nuotatore e pallanuotista francese (n. 1881)
- 1961 - Pietro Ivanov, canottiere italiano (n. 1894)
- 1961 - Fëdor Isidorovič Kuznecov, generale sovietico (n. 1898)
- 1962 - Fidel Dávila Arrondo, generale e politico spagnolo (n. 1878)
- 1962 - Francesco La Ferla, generale italiano (n. 1886)
- 1963 - Cilly Aussem, tennista tedesca (n. 1909)
- 1963 - Gennaro de Gemmis, ingegnere, agronomo e bibliografo italiano (n. 1904)
- 1963 - Enzo Grazzini, giornalista e scrittore italiano (n. 1902)
- 1963 - Doris Stevens, scrittrice e attivista statunitense (n. 1888)
- 1964 - Archibald Colquhoun, letterato e traduttore inglese (n. 1912)
- 1964 - Gregorio Jover, anarchico spagnolo (n. 1891)
- 1964 - Addison Richards, attore statunitense (n. 1887)
- 1964 - Gino Zani, ingegnere sammarinese (n. 1883)
- 1965 - Mario Bonnard, regista e attore italiano (n. 1889)
- 1965 - Harry Tierney, compositore statunitense (n. 1890)
- 1966 - Dallas Brooks, generale e politico britannico (n. 1896)
- 1966 - John Harlin, alpinista e aviatore statunitense (n. 1935)
- 1966 - Gioacchino Maglioni, compositore e violinista italiano (n. 1891)
- 1967 - Nicolae Bonciocat, calciatore rumeno (n. 1898)
- 1967 - Rosario Pi, regista, sceneggiatrice e produttrice cinematografica spagnola (n. 1899)
- 1967 - Luigi Piazza, baritono italiano (n. 1884)
- 1968 - Il'ja L'vovič Sel'vinskij, poeta sovietico (n. 1899)
- 1969 - Ernst Deutsch, attore austriaco (n. 1890)
- 1969 - Władysław Krupa, calciatore polacco (n. 1899)
- 1969 - Alf Lie, ginnasta norvegese (n. 1887)
- 1969 - Camille Mandrillon, fondista e sciatore di pattuglia militare francese (n. 1891)
- 1970 - Leo Castro, pittore italiano (n. 1884)
- 1970 - Carlo Favagrossa, generale e politico italiano (n. 1888)
- 1971 - Martin Bodmer, collezionista d'arte e filantropo svizzero (n. 1899)
- 1971 - Nella Walker, attrice statunitense (n. 1886)
- 1973 - Binkie Beaumont, produttore teatrale e direttore teatrale britannico (n. 1908)
- 1973 - Hilda Geiringer, matematica austriaca (n. 1893)
- 1974 - Gregor Ebner, poliziotto e medico tedesco (n. 1892)
- 1974 - Heihachirō Fukuda, artista giapponese (n. 1892)
- 1974 - Peter Revson, pilota automobilistico statunitense (n. 1939)
- 1974 - Orazio Satta Puliga, ingegnere italiano (n. 1910)
- 1975 - Guido Ara, calciatore e allenatore di calcio italiano (n. 1888)
- 1975 - Paul Verhoeven, regista e attore tedesco (n. 1901)
- 1976 - Viktor Emil von Gebsattel, psichiatra, umanista e psicoterapeuta tedesco (n. 1883)
- 1976 - William V. Skall, direttore della fotografia statunitense (n. 1897)
- 1976 - Ferdinando Stagno d'Alcontres, politico e banchiere italiano (n. 1920)
- 1976 - Hans Thirring, fisico austriaco (n. 1888)
- 1977 - Baynard Kendrick, scrittore statunitense (n. 1894)
- 1977 - Enea Navarini, generale italiano (n. 1885)
- 1978 - Isidro Ayora, politico ecuadoriano (n. 1879)
- 1978 - Karl Wallenda, artista tedesco (n. 1905)
- 1979 - Theo Aaldering, sollevatore tedesco (n. 1920)
- 1979 - Enrico De Angeli, ingegnere italiano (n. 1900)
- 1979 - Walter Legge, produttore discografico britannico (n. 1906)
- 1979 - Ben Lyon, attore, regista e produttore cinematografico statunitense (n. 1901)
- 1980 - Maurice Gillis, calciatore belga (n. 1897)
- 1980 - Germinal Losio, calciatore svizzero (n. 1901)
- 1980 - Raymond Thayer Birge, fisico statunitense (n. 1887)
- 1981 - Joseph G. Fucilla, linguista e lessicografo statunitense (n. 1897)
- 1981 - Les McKay, pallanuotista australiano (n. 1917)
- 1982 - Karin Aurivillius, chimica e cristallografa svedese (n. 1920)
- 1982 - Nicolas Farkas, direttore della fotografia, sceneggiatore e regista ungherese (n. 1890)
- 1982 - Pericle Felici, cardinale e arcivescovo cattolico italiano (n. 1911)
- 1982 - Bob Foster, pilota motociclistico britannico (n. 1911)
- 1983 - Cyrille Dubois, ciclista su strada belga (n. 1914)
- 1983 - Claudio Ferrucci, politico italiano (n. 1928)
- 1983 - József Ging, allenatore di calcio e calciatore ungherese (n. 1891)
- 1983 - Erich Linder, austriaco (n. 1924)
- 1983 - Filippo Montesi, militare italiano (n. 1963)
- 1984 - John Marley, attore statunitense (n. 1907)
- 1984 - Ezio Morselli, calciatore italiano (n. 1907)
- 1984 - Josef Müller, calciatore tedesco (n. 1893)
- 1986 - John W. Bricker, politico statunitense (n. 1893)
- 1986 - Olive Deering, attrice statunitense (n. 1918)
- 1986 - Mark Dinning, cantante statunitense (n. 1933)
- 1986 - Michele Sindona, faccendiere, banchiere e criminale italiano (n. 1920)
- 1986 - Charles Starrett, attore statunitense (n. 1903)
- 1987 - Angelo Rossi, partigiano e attivista italiano (n. 1915)
- 1987 - Joan Shawlee, attrice statunitense (n. 1926)
- 1988 - Lester Rawlins, attore statunitense (n. 1924)
- 1988 - André Saeys, calciatore belga (n. 1911)
- 1989 - Herzeleide di Prussia, nobile (n. 1918)
- 1990 - Gerald Bull, ingegnere canadese (n. 1928)
- 1990 - Fredi Chiappelli, filologo e storico della letteratura italiano (n. 1921)
- 1991 - Gloria Holden, attrice statunitense (n. 1903)
- 1991 - Adrie Lasterie, nuotatrice olandese (n. 1943)
- 1991 - Alberico Motolese, politico italiano (n. 1902)
- 1991 - Antonio Natali, politico italiano (n. 1921)
- 1992 - William Aucamp, pallanuotista sudafricano (n. 1932)
- 1992 - Arthur Cronquist, botanico statunitense (n. 1919)
- 1992 - Melissa Stribling, attrice britannica (n. 1926)
- 1993 - Enzo Fiermonte, pugile, attore e regista italiano (n. 1908)
- 1993 - Vazir Orucov, militare azero (n. 1956)
- 1993 - Gret Palucca, ballerina e insegnante tedesca (n. 1902)
- 1993 - Cec Pepper, crickettista australiano (n. 1916)
- 1993 - Edith Potter, medico statunitense (n. 1901)
- 1994 - Dan Hartman, cantautore e produttore discografico statunitense (n. 1950)
- 1994 - Walter Lantz, fumettista e regista statunitense (n. 1899)
- 1995 - Chiss, scultore, incisore e pittore italiano (n. 1920)
- 1995 - Yves Cros, ostacolista francese (n. 1923)
- 1996 - Sergio Quinzio, teologo e aforista italiano (n. 1927)
- 1996 - Claude Mauriac, scrittore, saggista e drammaturgo francese (n. 1914)
- 1996 - Robert Overmyer, astronauta statunitense (n. 1936)
- 1997 - Kurt Sonnenfeld, musicista e compositore austriaco (n. 1921)
- 1998 - Jean-Pierre Brucato, calciatore francese (n. 1944)
- 1998 - John Richard Keating, vescovo cattolico statunitense (n. 1934)
- 1998 - Shōichi Nishimura, allenatore di calcio e calciatore giapponese (n. 1912)
- 1999 - Arthur E. Raymond, ingegnere aeronautico statunitense (n. 1899)
- 1999 - David Strickland, attore statunitense (n. 1969)
- 1999 - Vieri Tosatti, compositore italiano (n. 1920)
- 2000 - Carlo Parola, allenatore di calcio e calciatore italiano (n. 1921)
- 2000 - Remigio Ragonesi, arcivescovo cattolico italiano (n. 1921)

## XXI secolo(144)
- 2001 - Stepas Butautas, cestista e allenatore di pallacanestro sovietico (n. 1925)
- 2001 - Sabiha Gökçen, aviatrice turca (n. 1913)
- 2001 - William Hanna, regista, produttore televisivo e produttore cinematografico statunitense (n. 1910)
- 2001 - Václav Morávek, calciatore cecoslovacco (n. 1921)
- 2001 - Rolf Birger Pedersen, calciatore norvegese (n. 1939)
- 2001 - Toby Wing, attrice statunitense (n. 1915)
- 2002 - Luigi Bima, politico italiano (n. 1915)
- 2002 - Jaroslav Cejp, calciatore cecoslovacco (n. 1924)
- 2002 - Paolo Chiarini, fumettista italiano (n. 1946)
- 2002 - Ettore Gelpi, pedagogista e educatore italiano (n. 1933)
- 2002 - Marcel Hansenne, mezzofondista francese (n. 1917)
- 2002 - Enzo Perlot, diplomatico italiano (n. 1933)
- 2002 - Antonio Sensi, politico italiano (n. 1903)
- 2003 - Milton George Henschel, predicatore statunitense (n. 1920)
- 2003 - Jakub Karpiński, sociologo, storico e politologo polacco (n. 1940)
- 2003 - Mario Mondello, diplomatico e ambasciatore italiano (n. 1914)
- 2004 - Janet Akyüz Mattei, astronoma turca (n. 1943)
- 2004 - Germán Gómez, calciatore e allenatore di calcio spagnolo (n. 1914)
- 2004 - Ahmed Yassin, politico e religioso palestinese (n. 1936)
- 2004 - René Rizqallah Khawam, letterato e traduttore siriano (n. 1917)
- 2004 - Fausto Maria Liberatore, pittore e politico italiano (n. 1922)
- 2004 - Carlo Muscetta, critico letterario, poeta e antifascista italiano (n. 1912)
- 2005 - Clemente Domínguez, religioso spagnolo (n. 1946)
- 2005 - Rod Price, chitarrista britannico (n. 1947)
- 2005 - Kenzō Tange, architetto e urbanista giapponese (n. 1913)
- 2006 - Pierre Clostermann, aviatore francese (n. 1921)
- 2006 - Eugene Landy, psicologo statunitense (n. 1934)
- 2006 - Pío Leyva, cantautore cubano (n. 1917)
- 2006 - Britt Lomond, attore e produttore televisivo statunitense (n. 1925)
- 2006 - Giuseppe Longoni, calciatore e allenatore di calcio italiano (n. 1942)
- 2006 - Franco Masala, politico e manager italiano (n. 1933)
- 2006 - Ivan Metodiev, calciatore bulgaro (n. 1955)
- 2007 - Uppaluri Gopala Krishnamurti, filosofo e mistico indiano (n. 1918)
- 2007 - Eugène Walaschek, calciatore e allenatore di calcio svizzero (n. 1916)
- 2008 - Gino Donè Paro, partigiano e rivoluzionario italiano (n. 1924)
- 2008 - Cachao, contrabbassista cubano (n. 1918)
- 2008 - Carlo Mezzanotte, costituzionalista italiano (n. 1942)
- 2008 - Franz Stigler, aviatore tedesco (n. 1915)
- 2008 - Red Stroud, cestista e allenatore di pallacanestro statunitense (n. 1941)
- 2008 - Adolfo Antonio Suárez Rivera, cardinale e arcivescovo cattolico messicano (n. 1927)
- 2009 - Jade Goody, personaggio televisivo britannico (n. 1981)
- 2009 - Howard Komives, cestista e allenatore di pallacanestro statunitense (n. 1941)
- 2009 - Freddie Mwila Junior, calciatore zambiano (n. 1974)
- 2010 - Gino Baldi, cantante italiano (n. 1922)
- 2010 - James W. Black, farmacologo britannico (n. 1924)
- 2010 - Carlo Chiodini, scultore e pittore italiano (n. 1933)
- 2010 - Franco Gualdrini, vescovo cattolico italiano (n. 1923)
- 2010 - Franco Marzilli, ceramista, scultore e pittore italiano (n. 1934)
- 2010 - Emil Schulz, pugile tedesco (n. 1938)
- 2010 - Valentina Tolkunova, cantante russa (n. 1946)
- 2011 - Hans Boskamp, calciatore olandese (n. 1932)
- 2011 - Patrick Doeplah, calciatore liberiano (n. 1990)
- 2011 - Edgar Lacey, cestista statunitense (n. 1944)
- 2011 - Vil'jar Loor, pallavolista sovietico (n. 1953)
- 2011 - Zoogz Rift, cantautore statunitense (n. 1953)
- 2011 - José Soriano, calciatore peruviano (n. 1917)
- 2012 - Giuseppe Mascaro, politico italiano (n. 1926)
- 2012 - Matthew Ridley, IV visconte Ridley, nobile inglese (n. 1925)
- 2012 - Dario Seratoni, calciatore italiano (n. 1929)
- 2012 - David Waltz, informatico statunitense (n. 1943)
- 2013 - Chinua Achebe, scrittore, saggista e critico letterario nigeriano (n. 1930)
- 2013 - Pietro Adonnino, politico e avvocato italiano (n. 1929)
- 2013 - Jimmy Lloyd, pugile britannico (n. 1939)
- 2013 - Bebo Valdés, pianista, arrangiatore e direttore d'orchestra cubano (n. 1918)
- 2013 - Ray Williams, cestista statunitense (n. 1954)
- 2014 - Marcel van Meerhaeghe, economista, banchiere e pubblicista belga (n. 1921)
- 2014 - Patrice Wymore, attrice e cantante statunitense (n. 1926)
- 2015 - Andrea Agnaletti, politico italiano (n. 1932)
- 2015 - Horst Buhtz, allenatore di calcio e calciatore tedesco (n. 1923)
- 2015 - Pier Francesco Paolini, scrittore, traduttore e poeta italiano (n. 1928)
- 2015 - Norman Scribner, direttore d'orchestra, compositore e pianista statunitense (n. 1936)
- 2016 - Robert Blanchard, cestista e arbitro di pallacanestro francese (n. 1923)
- 2016 - Richard Bradford, attore statunitense (n. 1937)
- 2016 - Rob Ford, politico e avvocato canadese (n. 1969)
- 2016 - Rita Gam, attrice statunitense (n. 1927)
- 2016 - Peggy Milner, cestista canadese (n. 1925)
- 2016 - Phife Dawg, rapper statunitense (n. 1970)
- 2016 - James M. Robinson, biblista e teologo statunitense (n. 1924)
- 2017 - Marilyn McCord Adams, filosofa e religiosa statunitense (n. 1943)
- 2017 - Mino Argentieri, critico cinematografico e storico del cinema italiano (n. 1927)
- 2017 - Mirella Bentivoglio, artista e poetessa italiana (n. 1922)
- 2017 - Sib Hashian, batterista statunitense (n. 1949)
- 2017 - Tomas Milian, attore cubano (n. 1933)
- 2017 - Ronnie Moran, calciatore e allenatore di calcio inglese (n. 1934)
- 2017 - Piroska Oszoli, pittrice ungherese (n. 1919)
- 2017 - Daisuke Satō, scrittore e sceneggiatore giapponese (n. 1964)
- 2018 - Eugenio Corsini, filologo e critico letterario italiano (n. 1924)
- 2018 - Dick Gamble, hockeista su ghiaccio, allenatore di hockey su ghiaccio e dirigente sportivo canadese (n. 1928)
- 2018 - René Houseman, calciatore argentino (n. 1953)
- 2018 - Morgana King, cantante e attrice statunitense (n. 1930)
- 2018 - Daryush Shayegan, filosofo e romanziere iraniano (n. 1935)
- 2019 - Frans Andriessen, politico olandese (n. 1929)
- 2019 - Dino De Antoni, arcivescovo cattolico italiano (n. 1936)
- 2019 - Carlo Franci, direttore d'orchestra e compositore italiano (n. 1927)
- 2019 - Rosa Russo, politica italiana (n. 1940)
- 2019 - Giuseppe Tavani, filologo italiano (n. 1924)
- 2019 - Scott Walker, cantautore e compositore statunitense (n. 1943)
- 2020 - Alberto Arbasino, scrittore, giornalista e poeta italiano (n. 1930)
- 2020 - Giovanni Blandino, scultore e pittore italiano (n. 1938)
- 2020 - Petru Bogatu, giornalista e scrittore moldavo (n. 1951)
- 2020 - Gene Brown, cestista statunitense (n. 1935)
- 2020 - Branko Cikatić, kickboxer, thaiboxer e artista marziale misto croato (n. 1955)
- 2020 - Gabi Delgado, cantante spagnolo (n. 1958)
- 2020 - Julie Felix, cantautrice e chitarrista statunitense (n. 1938)
- 2020 - Pietro Gambolato, politico italiano (n. 1931)
- 2020 - Pino Grimaldi, designer e fotografo italiano (n. 1948)
- 2020 - Máximo Hernández, allenatore di calcio, dirigente sportivo e calciatore spagnolo (n. 1945)
- 2020 - Eliano Pessa, fisico italiano (n. 1946)
- 2020 - Daniel Edward Pilarczyk, arcivescovo cattolico statunitense (n. 1934)
- 2020 - Pasquale Russo Maresca, pittore italiano (n. 1968)
- 2021 - Elgin Baylor, cestista, allenatore di pallacanestro e dirigente sportivo statunitense (n. 1934)
- 2021 - Susana Canales, attrice spagnola (n. 1933)
- 2021 - Johnny Dumfries, nobile e pilota automobilistico britannico (n. 1958)
- 2021 - Pierick Houdy, compositore, organista e pianista francese (n. 1929)
- 2021 - Barnabas Imenger Shikaan, calciatore nigeriano (n. 1971)
- 2021 - Sante Notarnicola, rivoluzionario, criminale e poeta italiano (n. 1938)
- 2021 - Sagar Sarhadi, sceneggiatore e regista indiano (n. 1933)
- 2021 - Frank Worthington, calciatore inglese (n. 1948)
- 2022 - Giovanni Battezzato, attore e doppiatore italiano (n. 1950)
- 2022 - Trevor Colman, politico britannico (n. 1941)
- 2022 - Elspeth Howe, politica britannica (n. 1932)
- 2022 - Vittorio Rizzi, politico italiano (n. 1937)
- 2022 - Elnardo Webster, cestista statunitense (n. 1948)
- 2023 - Rebecca Jones, attrice messicana (n. 1957)
- 2023 - Tony Knapp, calciatore e allenatore di calcio inglese (n. 1936)
- 2023 - Lucy Salani, attivista italiana (n. 1924)
- 2023 - Giorgio Scaramellini, politico italiano (n. 1937)
- 2023 - Vera Sós, matematica ungherese (n. 1930)
- 2024 - Peter Bennett, calciatore inglese (n. 1946)
- 2024 - Luigi Cimnaghi, ginnasta e dirigente sportivo italiano (n. 1940)
- 2024 - Antonio Subranni, generale italiano (n. 1932)
- 2024 - Marco Tiberi, sceneggiatore e scrittore italiano (n. 1972)
- 2024 - Paolo Tubertini, arbitro di calcio italiano (n. 1945)
- 2025 - Livingstone Bramble, pugile nevisiano (n. 1960)
- 2025 - Svetlana Broz, medico e giornalista bosniaca (n. 1955)
- 2025 - Fausto Cereti, dirigente d'azienda italiano (n. 1931)
- 2025 - Michele Girardi, musicologo italiano (n. 1954)
- 2025 - Larisa Golubkina, attrice sovietica (n. 1940)
- 2025 - Martin Loeb, attore francese (n. 1959)
- 2025 - Djamel Menad, calciatore e allenatore di calcio algerino (n. 1960)
- 2025 - Filippo Maria Pandolfi, politico italiano (n. 1927)
- 2025 - Rolf Schimpf, attore tedesco (n. 1924)
- 2025 - Angelo Todaro, fumettista e saggista italiano (n. 1945)
- 2025 - Alex Wyllie, rugbista a 15 e allenatore di rugby a 15 neozelandese (n. 1944)

## Senza anno specificato(2)
- Corrado I di Borgogna, nobile
- Théodore de Mayerne, medico svizzero (n. 1573)